# دالیلا بلا
دالیلا بلا (انگلیسی: Dalila Bela؛ زادهٔ ۵ اکتبر ۲۰۰۱) بازیگر اهل کانادا است. وی از سال ۲۰۰۹ میلادی تاکنون مشغول فعالیت بوده‌است.
از فیلم‌ها یا برنامه‌های تلویزیونی که وی در آن نقش داشته‌است، می‌توان به بیگانه، باشگاه ماجراجویی، آنه با یک ئی و روزی روزگاری اشاره کرد.